# Serafima Souok
Serafima Goustavovna Souok (en russe : Серафима Густавовна Суок, née le 1er juin 1902 et morte en 1983) est la plus jeune des trois sœurs Souok. Elle a été la femme de Vladimir Narbout, Nicolaï Khardjiev et Victor Chklovski.

## Biographie
Serafima Souok est née à Odessa. Elle est la plus jeune fille d'un professeur de musique, autrichien émigré, Gustav Suok. Sa sœur Lidia (ru)(1895-1969) a été la femme du poète Edouard Bagritski, et sa sœur Olga (1899-1978), celle de l'écrivain Iouri Olecha.
Considérée comme la plus belle des trois sœurs, Serafima Souok une idylle orgageuse avec l'écrivain Iouri Olecha. Le poète Vladimir Narbout la séduit, menaçant de se suicider,; c'est à la suite de ces événements que Narbout serait devenu l'un des prototypes du héros du roman d'Olecha, L'Envie. Par la suite, Iouri Olecha a épousé la sœur de Serafima, Olga.
Dans un livre de souvenirs Valentin Kataïev Ma couronne diamantine (ru), elle apparait sous un jour défavorable, affublée du pseudonyme « ma chérie » (дружочек).
Elle meurt en 1983 et est enterrée dans le cimetière de Novodievitchi de Moscou à côté de ses sœurs. Les archives d'État de la littérature et de l'art conservent un fonds documentaire qui lui est consacré (С. Г. Суок (Шкловской)).

### Famille
- Premier mari : Vladimir Narbout (1888-1938), poète (épousé en 1922)[8] ;
- Deuxième mari : Nicolaï Khardjiev, écrivain :
- Troisième mari : Victor Chlivski (1893-1984), écrivain (épousé en 1956).

## Postérité
- En 2008, la chaîne de télévision Rossiya K a diffusé un documentaire Plus que de l'amour. Iouri Olecha et Olga Souok[9], qui leur est consacré ainsi qu'à Vladimir Narbout.